# 大喜利四賢者の「オレたちしんけんじゃ!」
『大喜利四賢者の「オレたちしんけんじゃ!」』（おおぎりよんけんじゃのオレたちしんけんじゃ）は、株式会社キャビネット制作の大喜利をテーマとしたトークバラエティ。2010年3月2日（1日深夜）からBBstation、2019年1月28日からかすがいチャンネルで配信されているインターネットラジオ番組。
パーソナリティは放送作家兼ミュージシャンの伊福部崇と、ハガキ職人のお手てつないで、哲ひと、イギリス超特急。

## 概要
「大喜利」をテーマとしたラジオ番組。「大喜利四賢者」とはパーソナリティの4人を指す。オープニングテーマは鷲崎健+伊福部崇『コタエ』、エンディングテーマは鷲崎健+伊福部崇+八木たかお+お手てつないで+哲ひと+イギリス超特急『答え続ける旅人2010』。
ケロケロエース2009年11月号から大喜利四賢者が担当する読者投稿コーナー『大喜利の達人』が開始され、それを発展させる形で2010年3月2日（1日深夜）から番組が始まった。番組冒頭での伊福部のセリフ「大喜利四賢者、伊福部オギラだギラ」などは、この『大喜利の達人』で用いられていたキャラクター付けに基づく。当初はBBstationで配信される30分音声のみの収録番組で、配信終了後はアーカイブが1週間聴取可能だった。2010年10月からの1年間は、再編集されたものがPOARO大喜利アワーの箱番組として配信されていた。
2016年からニコニコチャンネルのBBstationチャンネルで特別番組を配信したり、BBstationでの配信に不具合があった時などに代替の聴取方法として番組アーカイブが公開されていたが、2019年1月28日からはBBstationチャンネルでの配信が正式に開始 され、その後BBstationチャンネルでの配信に一本化された。これ以降の番組アーカイブは、チャンネル会員であれば制限なく視聴可能となっている。
近年、伊福部が毎週月曜日22時より『伊福部・向のラジオ☆スターダストボーイズ』の生配信をする前に同じスタジオで番組が収録されていたが、2020年4月20日より各出演者の自宅からZoomを利用して生配信する形式となった。それに伴って2020年5月20日から番組時間が30分から1時間となり、2本録りではなくなったことからアシスタントも週替りではなく2名同時に出演するようになった。
2011年7月11日に公式ウェブサイトを開設したが、ジオシティーズに設置していたため2019年3月31日に消滅した。

## スタッフ

### パーソナリティ
伊福部オギラ（伊福部崇）
大喜利四賢者の一人でリーダー。作家的なコメントが得意。
お手てつないで
大喜利四賢者の一人。語尾に「〜って」をつけて喋る。下ネタ的なコメントが得意。
哲ひと
大喜利四賢者の一人。知的なコメントが得意。
鬼の角と天狗の鼻を持つ大妖怪というキャラクターだったが、後に鬼の鼻と天狗の頭にリニューアルされた。
イギリス超特急
大喜利四賢者の一人。語尾に「〜リス」をつけて喋る。上品なコメントが得意。

### アシスタント
苅谷瑠衣
番組内での呼び名は「カリゴロウ」。2018年1月15日、4月2日、5月14日、5月28日、7月9日、8月20日 配信分の臨時アシスタントとして参加後、2018年9月24日配信分から正式アシスタントとして参加。
河上明日香
番組内での呼び名は「ガマガミ様」。2018年9月24日配信分から参加。

#### 過去のアシスタント
青木瑠璃子
番組内での呼び名は「ドリル青木」。番組開始当初より参加。2014年4月1日（3月31日深夜）配信分で卒業。
香西久美
番組内での呼び名は「コーラ香西」。番組開始当初より参加。2010年9月28日（27日深夜）配信分で降板。
七瀬亜深
番組内での呼び名は「ゼアミ七瀬」。2011年4月19日（18日深夜）配信分から参加。2018年9月24日配信分で卒業。
小市眞琴
番組内での呼び名は「こいちんかん」。2014年4月15日（14日深夜）配信分から参加。2018年9月24日配信分で卒業。

### 構成作家
妹尾
初代構成作家。第1回（2010年3月2日〈1日深夜〉） - 第292回（2015年11月3日〈2日深夜〉）
稲森
2代目構成作家。第293回（2015年11月3日〈2日深夜〉） - 第351回（2017年1月16日）
小学生レベル（ふじかた）
ポッポ（ヒラマ）
3代目構成作家。第351回に行われた作家オーディションの結果、2名合格となった。第352回（2017年1月23日）より。第644回（2022年9月28日）をもって小学生レベルは卒業となった。

## 番組コーナー
いろいろな番組でバイストン・ウェルに行ったらどうしよう
「クイズ!脳ベルSHOWに出演中にバイストン・ウェルに行ったらどうしよう」という伊福部の49歳の抱負を検討するコーナー。テーマとして与えられた番組において「バイストン・ウェルに移動してしまう行動」と「その後どうなったか」を回答する。
この話イヤだなぁ
「この人の話イヤだなぁ」という河上の抱負をかなえていくコーナー。テーマで与えられた人物が話す「イヤな話」と「ちょっとイイ話」を回答する。最終的にイヤな話だったかどうかを河上が判定する。
タイパを重視しすぎてわけわからなくなりたい
「タイパを重視しすぎてわけわからない人になりたい」という苅谷の抱負をかなえていくコーナー。テーマで与えられた場所における「タイパの上がる行動」を回答し、刈谷が採用するかどうか決定する。最終的にすべて実践し、刈谷をわけがわからなくさせる。
別に落ちても落ちなくてもいい4コマ漫画
テーマに沿った4コマ漫画の3コマ目までが提示され、4コマ目を回答する。
もう◯◯なんてしない
槇原敬之の楽曲「もう恋なんてしない」の替え歌を考えるコーナー。完成した歌詞でアシスタントが歌唱する。
ダリのおいシュールレアリスム
テーマで与えられた有名人がグルメレポートをするとき、一口食べたあとに発するキラーフレーズを回答する。
大喜利四賢者の真剣大喜利
番組のメインコーナーとなる、大喜利をするコーナー。投稿によりお題を受け付ける。一番良かった回答者にポイントが付与される。
お題作りましょう
リスナーから寄せられた単語で大喜利のお題を作成する。作成されたお題は、「真剣大喜利」で出題される。
お題供養しましょう
「お題作りましょう」で作成されたが採用されなかったお題を用いて大喜利をする。供養なのでポイントは付与されない。
有名人の物販を考えよう
いろいろな有名人のライブイベントでの物販内容を考えるコーナー。
変わったのコーナー
「最近変わったもの」を布施明『君は薔薇より美しい』のフレーズで「変わった」と言うコーナー。
警部補京極夏彦
妖怪が起こした殺人事件を名刑事京極夏彦が解き明かしていくコーナー。テーマで与えられた妖怪が「どのように殺人を行ったか」と、京極夏彦が「どのようにして犯人がわかったか」を回答する。ドラマ『古畑任三郎』をオマージュしている。
大喜利犬棒かるた
犬棒かるたをアレンジしたオリジナルのかるたを、テーマに沿って考えるコーナー。新年に行われる。

### 終了したコーナー
大喜利実力判定考査への道
2010年7月19日に日本青年館で開催された「大喜利実力判定考査2010」の予選に関する情報やイベントの最新情報を告知するコーナー。
ステーン
リスナーから寄せられた、質問と答えとなる3段ボケ、それに対するツッコミを紹介する、エンディングコーナー。
コーナー名の由来は『大喜利の達人』に掲載されていた4コマ漫画で、「ステーン」をつければ落ちるだろうということから。
真剣トーク
最近の大喜利事情やリスナーからよせられたメールについて真剣に話をする。
真剣生電話
「大喜利実力判定考査」に関わる人物に生で電話かけて様々な質問をしていくコーナー。
オレたちのしんけん
番組から出されたお題に対する、リスナーからの回答を紹介する。
大喜利の種
元ネタは『トリビアの泉』のコーナー『トリビアの種』。
リスナーから寄せられた日常にあるお題になりそうな事柄が、お題として成立するかを検証・判定する。
お手てつないでライトノベル作家への道
万能食材ハンバーグのコーナー
伊福部崇、ロボコンへの道
危険物取扱者しんけん試験対策
七瀬亜深の二代目巨泉は私だ
イギリス超特急のプロレスなぞなぞ
アニソンでプロレスを理解しよう
"究極生命体"犬のコーナー
伊福部崇、車を買う
伊福部の「車を買う」という44歳の抱負を応援し、伊福部が欲しいと思う車を大喜利で考えるコーナー。
新しい猿を考えたい
「新しい猿を考えたい」という河上の抱負をかなえるコーナー。テーマに沿った、猿に追加される新機能を回答する。
生きていたやなせたかし
苅谷の抱負「生きていたやなせたかし」を応援するコーナー。やなせたかしの目撃場所がテーマとして与えられ、そこで何をしていたかを回答する。
別に落ちてない4コマ漫画を毎日Twitterに上げる
伊福部の45歳の抱負を応援するコーナー。テーマに沿った4コマ漫画の3コマ目までが提示され、落ちない4コマ目を回答する。
好評につき「別に落ちても落ちなくてもいい4コマ漫画」のコーナーとしてレギュラー化した。
このコーナーで用いられたイラストからLINEスタンプが作られた。
ウソの流行語大賞を考えてウソの解説をしたい
「ウソの流行語大賞を考えてウソの解説をしたい」という河上の抱負をかなえるコーナー。テーマに沿ったウソの流行語をお題に、ウソの解説を回答する。
いろいろなM1で優勝したものにケチをつけたい
「まんじゅう1グランプリで優勝したまんじゅうに『あんなのまんじゅうじゃない』とケチをつけたい」という苅谷の抱負をかなえるコーナー。テーマに基づくM1のファイナリストを回答した後に、優勝者につけられたケチを回答する。
俺が令和の阿久悠だ
伊福部の46歳の抱負を応援するコーナー。阿久悠が作詞した歌詞の一部が提示され、令和バージョンとして穴埋めを回答する。
口説いてきた男をガッカリさせたい
「口説いてきた男をガッカリさせたい」という河上の抱負を実現していくコーナー。河上を口説く男が現れるので、ガッカリさせる方法を回答する。
ハードディスクレコーダーの説明書とかにある架空の番組表をいっぱい集めよう
「ハードディスクレコーダーの説明書とかに書いてある架空の番組表をいっぱい集めよう」という苅谷の抱負をかなえるコーナー。架空のテレビ局が提示されるので、架空の番組名を回答する。
科学的にあり得なくていいからとにかくすごいサイエンスショーがしたい
伊福部の47歳の抱負を応援するコーナー。サイエンスショーにあるような企画をお題に「科学的にはあり得ないけどとにかくすごいサイエンスショー」をプロデュースする方法を回答する。
お菓子のニセの発祥を考えて流布していこう
「お菓子のニセの発祥を考えて流布していこう」という河上の抱負をかなえていくコーナー。テーマで与えられたお菓子の嘘の発祥を回答する。
オリジナルボードゲームで一儲けしたい
「オリジナルボードゲームで一儲け」という苅谷の抱負をかなえるコーナー。既存のボードゲームを元に、オリジナルのボードゲームの要素を回答する。
色々な有名人がスマブラに参戦する時のムービーが見たい
「鬼武者3のジャン・レノがスマブラに参戦する時のムービーが見たい」という伊福部の48歳の抱負を応援するコーナー。「有名人がどんなゲームにどんなキャラクターとして出演するか」と「そのキャラクターがスマブラに参戦する時のムービー」を回答する。
お前らの知育玩具はすべて間違っている
「お前らの知育玩具はすべて間違っている」という河上の抱負をかなえていくコーナー。テーマで与えられた知育玩具の問題点を示したのちに改善点を回答する。
どんな理由で泣いている人も全員泣き止ませてあげたい
「どんな理由で泣いている人も全員泣き止ませてあげたい」という苅谷の抱負をかなえていくコーナー。テーマで与えられた「泣いている人」をどうにかして泣き止ませる。

## ゲスト
- 第7回（2010年4月13日〈12日深夜〉）：鷲崎健
- 第9回（2010年4月27日〈26日深夜〉）：ボールペン工場入社
- 第10回（2010年5月4日〈3日深夜〉）：薬局の三男坊
- 第11回（2010年5月11日〈10日深夜〉）：ジェロ
- 第12回（2010年5月18日〈17日深夜〉）：妹尾
- 第13回（2010年5月25日〈24日深夜〉）：鷲崎健、ボールペン工場入社、坪谷圭悟、ジェロ、寺岩（電話出演）
- 第15回（2010年6月8日〈7日深夜〉）：ナッツ
- 第20回（2010年7月13日〈12日深夜〉）：館長、RAM RIDER、松本
- 第27回（2010年8月31日〈30日深夜〉）：つのはず、ジェロ
- 第29回（2010年9月14日〈13日深夜〉）：松澤茂信
- 第33回（2010年10月12日〈11日深夜〉）：ネイノー
- 第36回（2010年11月2日〈1日深夜〉）：本多平八郎、田村R
- 第39回（2010年11月23日〈22日深夜〉）：てにをは
- 第41回（2010年12月7日〈6日深夜〉）：ブルペンキャッチャー
- 第42回（2010年12月14日〈13日深夜〉）：ないとくん
- 第43回（2010年12月21日〈20日深夜〉）：どろり
- 第53回（2011年3月1日〈2月28日深夜〉）：俺のランボルギーニ
- 第61回（2011年5月3日〈2日深夜〉）：黒目
- 第62回（2011年5月10日〈9日深夜〉）：割石祐生
- 第64回（2011年5月24日〈23日深夜〉）：ナンセンス
- 第79回（2011年9月6日〈5日深夜〉）：田村R、ポスティング失敗
- 第80回（2011年9月13日〈12日深夜〉）：佐藤満春（どきどきキャンプ）
- 第94回（2011年12月20日〈19日深夜〉）：ナッツ
- 第131回（2012年9月11日〈10日深夜〉）：概念覆す
- 第135回（2012年10月9日〈8日深夜〉）：宮下拓也
- 第157回（2013年3月19日〈18日深夜〉）：宮下拓也
- 第163回（2013年4月30日〈29日深夜〉）：小浜
- 第184回（2013年9月24日〈23日深夜〉）：毛玉のぬし
- 第187回（2013年10月15日〈14日深夜〉）：和壱郎、キルヒホッフ
- 第195回（2013年12月10日〈9日深夜〉）：向清太朗（天津）
- 第256回（2015年2月24日〈23日深夜〉）：向清太朗
- 第320回（2016年5月30日）：竹之内大輔（株式会社わたしは）、小橋洋平（株式会社わたしは）、小浜、妹尾
- 第332回（2016年8月22日）：向清太朗
- 第338回（2016年10月10日）：向清太朗

## 特別番組
生放送! 2時間SP
第13回（2010年5月25日 0時 - 2時 〈24日深夜〉）動画付
「大喜利四賢者の俺たちしんけんじゃ」2時間半生放送SP
第18回（2010年6月28日 22時 - 6月29日 0時30分）動画付
大喜利四賢者の『オレたちしんけんじゃ!』SP
第146回（2012年12月31日 22時 - 2013年1月1日 0時30分）
コーナー事業仕訳1時間SP
第200回（2014年1月14日 0時 - 1時 〈13日深夜〉）
大喜利四賢者の『オレたちしんけんじゃ!』ニコ生
第320回（2016年5月30日 22時 - 23時55分）動画付
大喜利四賢者の『オレたちしんけんじゃ!』ニコ生
第327回（2016年7月25日 22時 - 23時55分）動画付
大喜利四賢者の『オレたちしんけんじゃ！』　10周年記念Special配信
2020年5月30日 17時30分 - 20時10分 動画付
中止となった10周年記念イベントの代替生配信番組。
出演：伊福部崇、お手てつないで、イギリス超特急、哲ひと、苅谷瑠衣、河上明日香
ゲスト：青木瑠璃子、七瀬亜深、小市真琴

## イベント
大喜利四賢者のオレたちしんけんじゃ！
2017年8月20日 17時30分開演 新宿Fu-
出演：伊福部崇、お手てつないで、イギリス超特急、哲ひと、七瀬亜深、小市眞琴
大喜利四賢者のオレたちしんけんじゃ！
2018年9月29日 17時30分開演 新宿Fu-
出演：伊福部崇、お手てつないで、イギリス超特急、哲ひと、苅谷瑠衣、河上明日香、七瀬亜深、小市眞琴
大喜利四賢者のオレたちしんけんじゃ！ OOGIRI GAME SHOW 2019
2019年9月14日 17時30分開演 新宿Fu-
出演：伊福部崇、お手てつないで、イギリス超特急、哲ひと、苅谷瑠衣、河上明日香、七瀬亜深、小市眞琴
大喜利四賢者のオレたちしんけんじゃ10周年記念イベント
2020年5月30日 17時30分開演 目黒区中小企業センターホール
出演：伊福部崇、お手てつないで、イギリス超特急、哲ひと、苅谷瑠衣、河上明日香
ゲスト：青木瑠璃子、七瀬亜深、小市真琴
大喜利四賢者のオレたちしんけんじゃ！
2024年9月21日 18時開演 新宿Fu-
出演：伊福部崇、お手てつないで、イギリス超特急、哲ひと、苅谷瑠衣、河上明日香

## 配信トラブル
- 2010年3月16日（15日深夜）の第3回配信分で、誤って前回（第2回）配信分を流してしまう配信事故を起こした。開始後数分で配信は中断され、番組スタッフ達が対処している間に、あと何分の収録直後だったためスタジオに残っていた伊福部崇、お手てつないで等で大喜利を行った。その後、約10分遅れで改めて第3回が配信された。
- 2010年4月6日（5日深夜）の第6回配信分で、「大喜利四賢者の真剣大喜利」の途中で突然音声が切れ、無音状態が続いた。しかし、前回とは異なり伊福部崇らは登場しなかった[31]。
- 第733回（2024年6月12日）から第744回（8月28日）まではニコニコ動画へのサイバー攻撃の影響を受けたためYouTubeでの配信となった[32]。
- 第751回（2024年10月16日）で、最初のコーナーが終了した時点で配信にトラブルが発生して番組が中断。復旧を断念して中止となった[33]。